# اللجنة الاستشارية لأنظمة بيانات الفضاء
اللجنة الاستشارية لنظم بيانات الفضاء (بالإنجليزية: Consultative Committee for Space Data Systems، واختصارًا: CCSDS) تأسست في عام 1982 كهيئة تضم وكالات الفضاء الحكومية وشبه الحكومية...
اللجنة الاستشارية لنظم بيانات الفضاء (بالإنجليزية: Consultative Committee for Space Data Systems، واختصارًا: CCSDS) تأسست في عام 1982 كهيئة تضم وكالات الفضاء الحكومية وشبه الحكومية لمناقشة وتطوير المعايير الخاصة بأنظمة بيانات ومعلومات الفضاء. وتتكون اللجنة حاليًا من "إحدى عشرة وكالة عضو، وثماني وعشرين وكالة مراقبة، وأكثر من 140 شريكًا صناعيًا". وتعمل اللجنة على دعم التعاون والتشغيل البيني بين الوكالات الأعضاء من خلال وضع معايير للبيانات والأنظمة.
ووفقًا لموقع اللجنة الرسمي، فقد استخدمت أكثر من 1000 مهمة فضائية المعايير التي طورتها CCSDS. وتُنظم أنشطة اللجنة في ستة مجالات موضوعية، وتضم العديد من مجموعات العمل ضمن بيئة العمل التعاونية المعروفة باسم Collaborative Working Group Environment (CWE).

## المنشورات والمعايير
تنقسم اللجنة إلى ستة مجالات تقنية:
- خدمات الشبكات الفضائية (Space Internetworking Services)
- عمليات المهمات الفضائية وخدمات إدارة المعلومات
- خدمات واجهات الأجهزة على متن المركبات الفضائية
- هندسة النظم
- خدمات الدعم المتبادل (Cross Support Services)
- خدمات الروابط الفضائية (Space Link Services)

وقد طورت اللجنة معايير للبيانات وأطرًا لأنظمة المعلومات تغطي مجالات متعددة تشمل إنشاء البيانات ونقلها وإدارتها وحفظها، بالإضافة إلى الأنظمة الداعمة لهذه البيانات. تشمل هذه المعايير بروتوكولات وملاحظات شبكية للتواصل في الفضاء، بما في ذلك المساهمات في الإنترنت بين الكواكب ومواصفات بروتوكول الاتصالات الفضائية.
ومن بين المعايير الأخرى: معيار تبادل القياس عن بُعد والأوامر باستخدام XML، وأطر عمل مثل "مفهوم خدمات عمليات المهمات"، ونظام معلومات أرشيفي مفتوح، والذي تم اعتماده أيضًا من قبل مجتمع الحفظ الرقمي وتنسيق البيانات على نطاق أوسع.
من بين المعايير التي طورتها اللجنة:
- خدمات عمليات المهمات الفضائية
- بروتوكول تسليم الملفات من CCSDS (CFDP)
- أوراق البيانات الإلكترونية (EDS)
- امتداد الروابط الفضائية (SLE)
- تبادل القياس عن بُعد والأوامر باستخدام XML (XTCE)

## العضوية
يمكن لكل دولة مشاركة في اللجنة الاستشارية لنظم بيانات الفضاء أن تُعيّن منظمة واحدة تمثّلها كوكالة عضو. وتضم اللجنة حاليًا 11 وكالة عضو:
- وكالة الفضاء الإيطالية (ASI), إيطاليا
- وكالة الفضاء الكندية (CSA), كندا
- المركز الوطني لدراسات الفضاء (CNES), فرنسا
- الإدارة الوطنية الصينية للفضاء (CNSA), الصين
- المركز الألماني للفضاء الجوي (DLR), ألمانيا
- وكالة الفضاء الأوروبية, أوروبا
- المعهد الوطني لأبحاث الفضاء (INPE), البرازيل
- وكالة الفضاء اليابانية (JAXA), اليابان
- الإدارة الوطنية للملاحة الجوية والفضاء (ناسا), الولايات المتحدة
- روسكوسموس, روسيا
- وكالة الفضاء البريطانية, المملكة المتحدة

## وصلات خارجية
- الموقع الرسمي